# Авангард (спорткомплекс, Київ)
ДП «Спортко́мплекс „Аванга́рд“» — навчально-спортивний комплекс у Києві, Україна. 

## Історія
Будівництво розпочалось у 1965 році на місці ліквідованих після Другої світової війни мусульманського та караїмського кладовищ, які входили до комплексу Лук'янівського цвинтаря. Спорткомплекс було введено в експлуатацію у 1970 році.
З 2008 року спорткомплекс є базою олімпійської, паралімпійської та дефлімпійської підготовки таких видів спорту як хокей з шайбою, фігурне ковзання, шорт-трек.

## Опис
Складається з кількох споруд, у яких розміщено льодову арену з місцями для глядачів (тут тренується і грає київський хокейний клуб «Сокіл» та учні ДЮСШ), баскетбольні, гімнастичні, тренажерні зали тощо. Поруч з спорткомплексом знаходиться відкрите футбольне поле. Також в спорткомплексі розміщений головний офіс ФХУ.
Розташований за адресою: вулиця Юрія Іллєнка, 44 (льодова ковзанка, адміністрація спорткомплексу, зал для ігрових видів), 48 (головний корпус в якому знаходиться баскетбольний та тренажерний зали, колись був також басейн), 46 (головний офіс Федерації хокею України, гуртожиток спорткомплексу).